# كافا دي تيريني

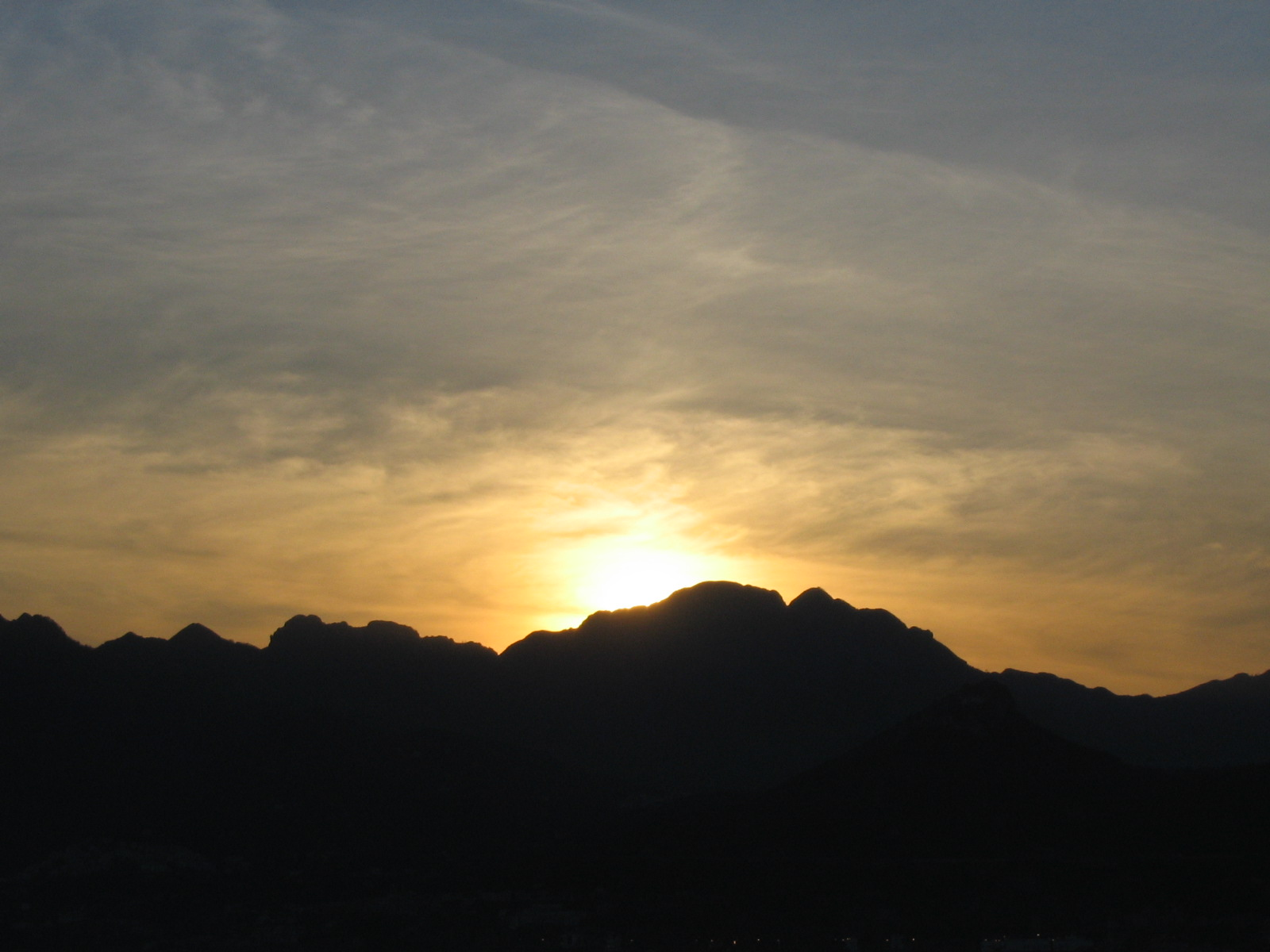
الغروب وراء مونتي فينيسترا

Cava de' Tirreni كافا دي تيريني، مدينة جنوب إيطاليا تتبع مقاطعة ساليرنو في إقليم كامبانيا، يعتمد إ قتصادها على التجارة، فتوجد الوسط التاريخي لها أسواق عامرة، زراعيا يتجار بالفواكه والتبغ، وصناعيا المواد والميكانيكيات والأقمشة والأثاث، عدد سكانها 52.616 نسمة.

## السكان
في سنة 1861 بلغ عدد السكان 19٬713 نسمة، وتطور العدد ليصل في سنة 2011 لـ 53٬885 نسمة.
يظهر هذا المخطط البياني تطور النمو السكاني لـ كافا دي تيريني

## توأمة
لكافا دي تيريني اتفاقيات توأمة مع كل من:
- شفيرته
- كاوناس
- بيتسفيلد
- غورجوف ويلكوبولسكي (1992 - )
- Nyasvizh [الإنجليزية]‏

## أعلام
- اندريا ريسبولي
- جينارو غالو
- إلفيرا نوتاري
- ماسيمو كودا
- أنتونيتا دي مارتينو
- لوسيا أبيكيلا